# Gottlieb Wernsdorf II
Pour les articles homonymes, voir Wernsdorf.
 (janvier 2016).
Si vous disposez d'ouvrages ou d'articles de référence ou si vous connaissez des sites web de qualité traitant du thème abordé ici, merci de compléter l'article en donnant les références utiles à sa vérifiabilité et en les liant à la section « Notes et références ».
Gottlieb Wernsdorf II est un Philologue allemand, né en 1717 et mort en 1774.

## Biographie
Fils aîné de Gottlieb Wernsdorff (l'ancien), né en 1717 à Wittemberg où il a effectué ses études primaires et secondaires jusqu'à l'âge de 18 ans, à l'école Merseburg. Suivant la volonté de son Père qui l'avait déjà  inscrit le 1er mai 1719 sur les registres de l'Université de Wittenberg, quand il avait 2 ans, il y entra  le 30 avril 1738, il obtint le master de philosophie, le 27 avril 1739 et la permission d'enseigner à la Faculté de Philosophie le 13 octobre, 1742.
En 1743, il était nommé professeur de langues orientales au Lycée Academique de  Dantzig. En 1744, il épousa Elisabeth Johanna Verpoorten, la fille d'Albrecht Verpoorten, recteur du gymnase Gdansk et en même pasteur de l'époque de l'église Holy Trinity à Gdansk. 1,748 changé Werndorf au professorat de l'éloquence et de la poésie. Durant ces années, il a fait campagne pour le développement de la haute école et lui a valu de grands mérites. Il a ensuite fait avec ses écrits, dont ses éditions critiques de la poésie grecque de Manuel Philes (Leipzig 1768, Danzig 1773) et les discours des sophistes Himérius (Göttingen 1790) ont souligné un nom. En outre, il convient de mentionner qu'il à Gdansk les "Actus" solennes inspirés en 1754 et a donné des conférences gratuites sur la Géographie pour tous les niveaux de la société sur les soirées d'hiver.
En 1745, il est devenu un membre étranger de l'royale prussienne Société des sciences élus. [1]

## Œuvres
Nous citerons, parmi ses écrits :
- De constitutionum apostolicarum origine contra Guil. Whistonum, (Wittemberg, 1739, in-4°)  ;
- De Silverio et Vigilio pontificibus maximis, Wittemberg, 1739, in-4°) ;
- De metempsychosi veterum non figurate sed proprie intelligenda, (Wittemberg, 1741, in-4°) ;
- De regibus crinitis Francorum Mérovingicæ stirpis, (Wittemberg, 1742, in-4°) ;
- De republica Galatarum, Nuremberg, 1743, in-4°); il y a beaucoup de recherches et d’érudition ;
- De fide historien librorum Macchabœorum, (Breslau, 1747, in-4°) : contre les objections élevées par le P. Frœhlich
- Fabularis historia de Baccho ex mosaica haud confecta, (Wittemberg, 1753).

Wernsdorf avait, en outre, donné une excellente édition des Carmina grœca de Philé et en avait préparé une des Orationes d'Himerius, que son frère, Johann Christian Wernsdorf, publia en 1790.